# Mount Tom State Park
Mount Tom State Park ist ein State Park im US-Bundesstaat Connecticut auf dem Gebiet der Gemeinden Litchfield, Morris und Washington. Er liegt südlich der US Route 202 und bedeckt 93 ha (231 acre) am südwestlichen Ufer des Mount Tom Pond (23 ha, 56 acre).
Der Park gehört zu den ältesten Parks im State Park-System. Der Aussichtsturm Mount Tom Tower wurde 1993 im National Register of Historic Places aufgenommen.

## Geographie
Der Park liegt südlich des Mount Tom Pond und wird entlang seiner Südseite größtenteils durch den Bantam River begrenzt. Dieser mündet in der Nähe des südwestlichen Parkendes in den Shepaug River. Der Mount Tom Pond entwässert in den Bantam River, er bildet drei Buchten nach Nordost, Südost und Südwest, und erreicht eine Tiefe von ca. 13 m. Mount Tom (393 m) hingegen erhebt sich um ca. 150 m über die Umgebung. Etwa einen Kilometer weiter im Südwesten erhebt sich der Little Mount Tom bis auf 331 m über dem Meer.

## Geschichte
Mount Tom State Park gehörte zu den 15 Parks, die von der ersten State Park Commission zwischen 1913 und 1918 gegründet wurden und war der erste, der der Öffentlichkeit übergeben wurde. Die Fläche war von Charles H. Senff gestiftet worden. Nach Senffs Tod organisierte seine Witwe, Gustavia A. Senff, den Transfer, der 1917 abgeschlossen werden konnte.

## Mount Tom Tower
Eine Bedingung der Stiftung war die Unterhaltung eines dauerhaften Aussichtsturms auf dem Gipfel von Mount Tom. Die State Park Commission empfahl, die seit 1888 vorhandene Holzkonstruktion durch einen Steinturm zu ersetzen. Alfred M. Turner, der Sekretär der Commission, plante den Turm und ein Unternehmer vor Ort errichtete den Turm aus unbehauenem schwarzem Gneis in loser Anlehnung an die Pläne. Der Turm misst 10 m (34 ft) und hat einen Durchmesser von 4,6 m. Er wurde 1921 fertiggestellt. Von seiner Plattform kann man Mount Everett in Massachusetts, die Catskills im Bundesstaat New York und den Long Island Sound sehen.

## Geologie
Im Park herrschen Gneis und Glimmerschiefer vor. Er ist reich an Mineralien wie Quarz, Garnet und Hornblende. Darüber hinaus gibt es einige große Findlinge aus der Eiszeit.

## Freizeitmöglichkeiten
Freizeitmöglichkeiten umfassen Wandern, Angeln, Schwimmen und Kanufahren auf dem Mount Tom Pond, sowie Picknicken.